# Erasmus Kern
Erasmus Kern (* 1592 in Feldkirch; † nach 1650) war ein österreichischer Bildhauer und Bildschnitzer.

## Leben
Erasmus Kern machte seine Lehre bei Virgil Moll und Jörg Zürn in Überlingen. Er wurde im Jahre 1617 Meister und führte in Feldkirch in der Herrengasse eine bedeutende Bildschnitzerwerkstatt.
Erasmus Kern heiratete 1615 Agatha Rainoldin von Babenwohl und dem Ehepaar wurden von 1616 bis 1636 zwölf Kinder geboren.

## Werke
Vorarlberg

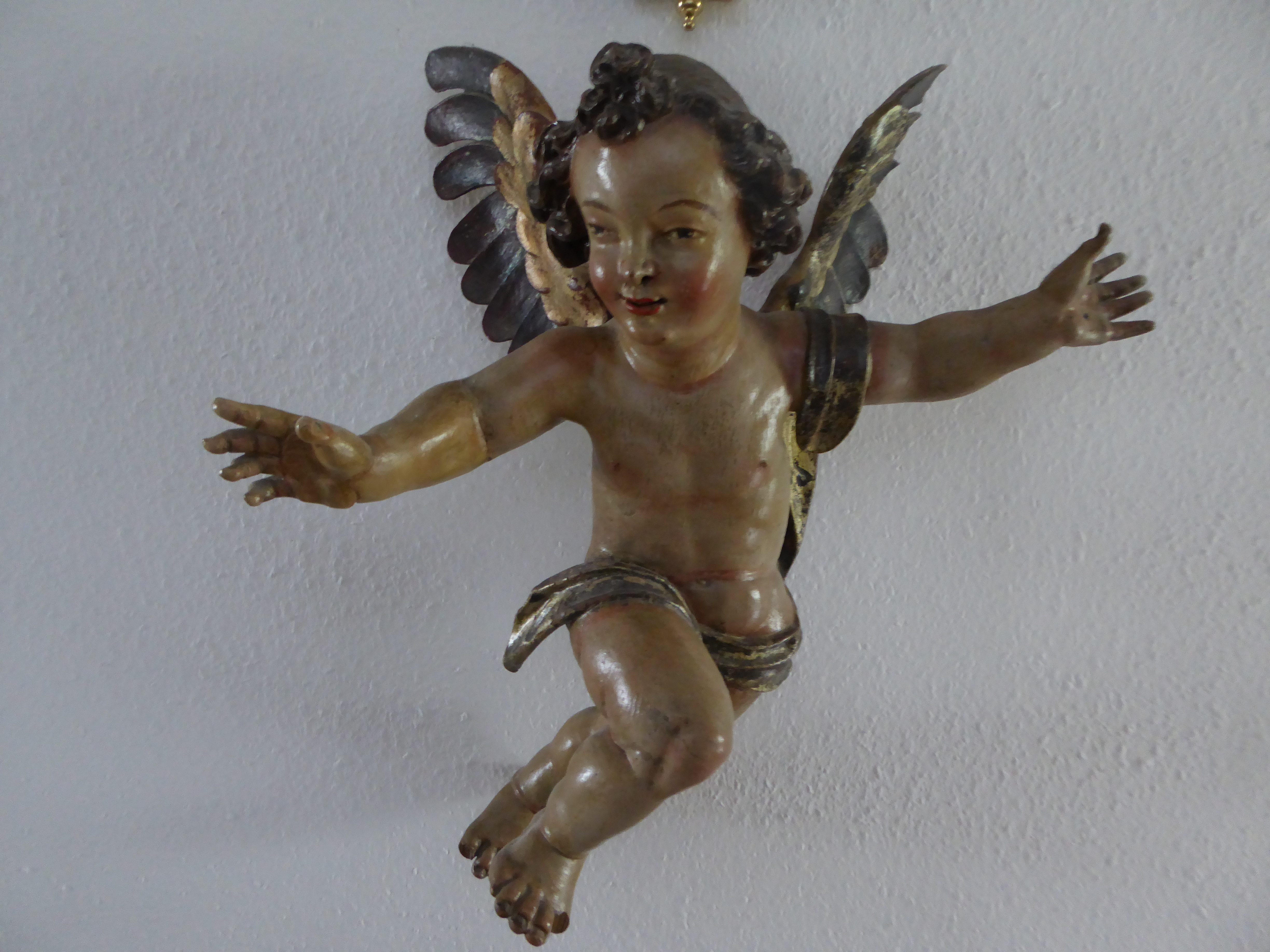
Engel von Erasmus Kern, Privatbesitz

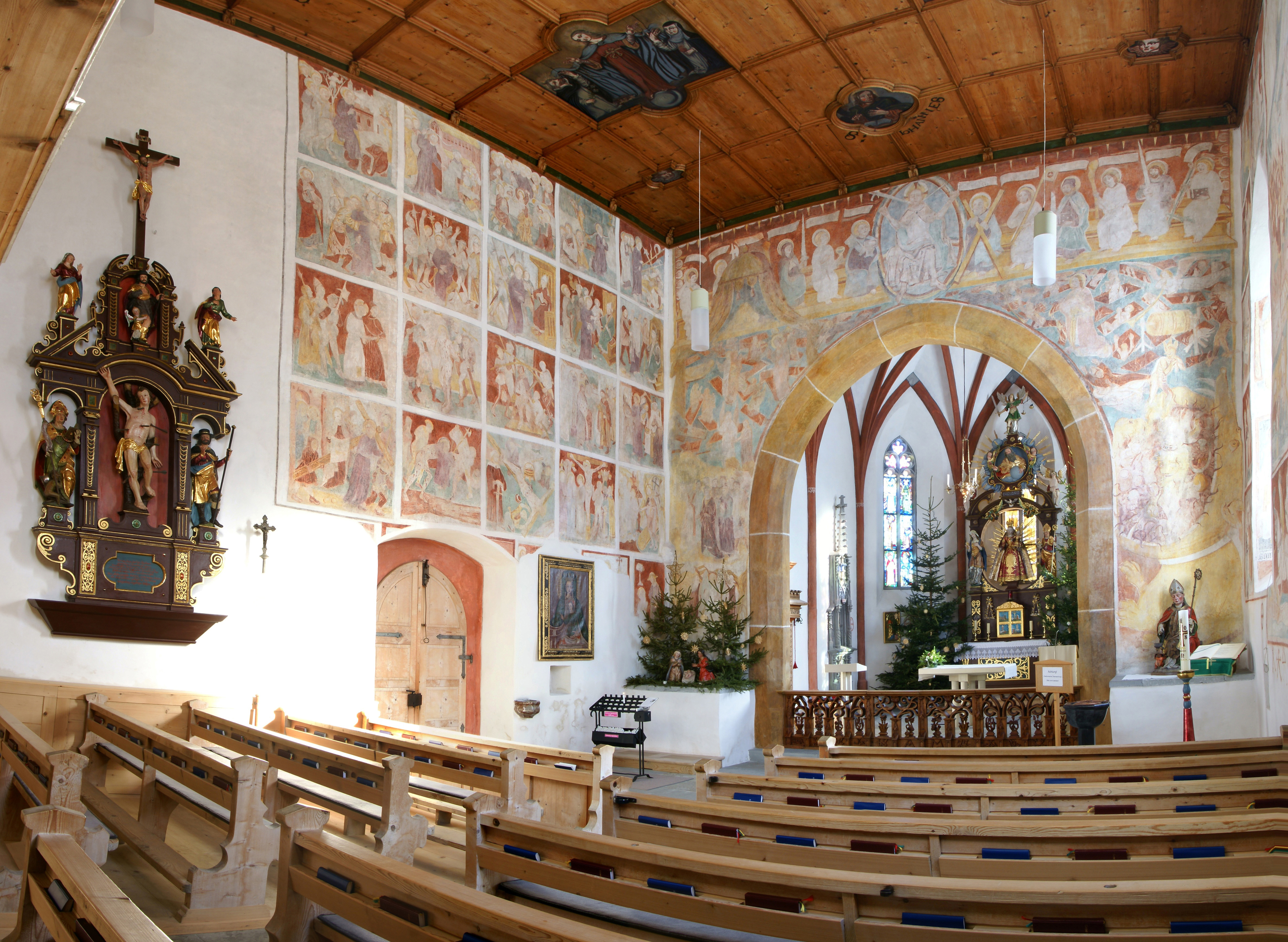
Hl. Nikolaus, Damüls

- Laurentiuskirche in Bludenz, Kreuzigungsgruppe im Chor links
- Pfarrkirche Hl. Oswald in Dalaas, Figuren Hl. Erasmus und Hl. Wolfgang, um 1630 bis 1640
- Pfarrkirche Hl. Nikolaus in Damüls, Pestaltar an der linken Langhauswand, bezeichnet mit 1630
- Frauenkirche Hl. Sebastian in Feldkirch, Figuren Hl. Agatha und Hl. Sebastian, um 1630
- Kirche Hl. Johannes der Täufer in Feldkirch, Figur Schmerzhafte Maria, um 1640
- Kirche Hl. Magdalena in Feldkirch-Levis, Altarbild Hl. Maria Magdalena und Figuren, aus 1648
- Kapelle Maria Ebene Mariahilf in Frastanz, Figur Gott Vater, um 1640
- Pfarrkirche Hl. Luzius in Göfis, vorher in der Sebastianskapelle, Kruzifixus und Figuren, um 1630/31
- Kuratienkirche Meschach in Götzis, Meschacher Krippe, 1624, nun im Vorarlberger Landesmuseum
- Pfarrkirche Klaus, Kruzifixus an der Chorstirnwand, um 1640
- Pfarrkirche Hl. Johannes der Täufer in Klösterle, Figur Maria mit Kind, um 1630, in der Art von Erasmus Kern
- Pfarrkirche Laterns, Figuren, um 1640
- Expositurkirche Mariahilf in Innerlaterns, Figur Hl. Theodul, um 1640
- Pfarrkirche Hl. Bartholomäus in Mäder, Giebelfigur Hl. Fridolin mit Ursus, um 1640 bis 1650
- Pfarrkirche Hl. Agatha in Meiningen, Figuren, um 1640
- Friedhof der Liebfrauenbergkirche in Rankweil, Grabstein für Pfarrer Rochus Plank mit Kreuzigungsgruppe, 1629
- Pfarrkirche Rankweil-St. Peter, Figur Maria mit Kind anstelle des Altarbildes
- Pestkapelle in Rankweil, Figur Madonna, 1650
- Pfarrkirche Hl. Martin in Röthis, Kreuzigungsgruppe mit Maria und Johannes, um 1650
- Sebastianskapelle in Satteins, Figuren, um 1630
- Pfarrkirche Hl. Bartholomäus in Übersaxen, Figuren, um 1640
- Wendelinkapelle in Zwischenwasser, Figur Maria mit Kind, um 1630

Schweiz
- Pfarrkirche Hl. Martin in Lumbrein, Immakulatafigur um 1650

Liechtenstein
- Hochaltar nach 1650, Muttergottesfigur aus Nussbaumholz, Altarbild mit der Krönung Mariens, Predigtkanzel, mehrere Heiligenfiguren. Dieser Altar gilt als das größte Werk von Erasmus Kern und wurde ursprünglich für die Kirche in Eschen in Liechtenstein geschaffen, im 19. Jahrhundert jedoch in die  Sankt Kornelius Kirche in Grotenrath (Deutschland) verkauft.[2]